# リセス 〜ぼくらの夏休みを守れ!〜
『リセス ～ぼくらの夏休みを守れ!～』 （Recess: School's Out）は、は、2001年にアメリカ合衆国で制作されたアニメーション映画。『リセス 〜ぼくらの休み時間〜』シリーズ初の劇場版作品。

## 声の出演
| 役名               | 原語版声優                                        | 日本語吹き替え              |
| ------------------ | ------------------------------------------------- | --------------------------- |
| T.J.               | アンドリュー・ローレンス                          | 内山昂輝                    |
| プリックリー校長   | ダブニー・コールマン                              | 稲葉実                      |
| ベネディクト校長   | ジェームズ・ウッズ                                | 羽佐間道夫                  |
| スピネリ           | パメラ・アドロン                                  | 芝原チヤコ                  |
| ビンス             | リッキー・デション・コリンズ                      | 田谷隼                      |
| グレッチェン       | アシュレー・ジョンソン                            | 平澤優花                    |
| マイキー           | 台詞：ジェイソン・デイヴィス 歌：ロバート・グーレ | 台詞：田中大河 歌：鹿野由之 |
| ガス               | コートランド・ミード                              | 滝原祐太                    |
| フィンスター先生   | エイプリル・ウィンチェル                          | 磯辺万沙子                  |
| グローキー先生     | アリス・ビーズレー                                | 山門久美                    |
| ランドール         | ライアン・ショーン・オドノヒュー                  | 有馬優人                    |
| ベッキー           | メリッサ・ジョーン・ハート                        | 甲斐田裕子                  |
| ロゼッタル博士     | トニー・ジェイ                                    | 中博史                      |
| 教育委員会の委員長 | ロバート・スタック                                | 中博史                      |
| フェンイーク       | ピーター・マクニコル                              | 木村雅史                    |
| オマリー大佐       | R・リー・アーメイ                                 | 星野充昭                    |

| 梅田貴公美 | 清水理沙   | 岡田貴之   |
| 阪口周平   | 藤本隆行   | 小形満     |
| 北川勝博   | 石波義人   | 島宗りつこ |
| よのひかり | 五代あつし | 市川まゆ美 |
| 奥田啓人   |            |            |

## スタッフ
- 製作：ジョー・アンソラビア（英語版）、ポール・ジャーメイン（英語版）、鈴木敏夫、スティーブン・スオフォード
- 監督：チャック・シーツ（英語版）
- 脚本：ジョナサン・グリーンバーグ

## 日本語版制作スタッフ
- 演出：清水洋史
- 翻訳：岩本令
- 訳詞：佐藤恵子
- 音楽演出：市之瀬洋一
- 録音・調整：柳川久子（オムニバス・ジャパン）
- 録音制作：東北新社
- 制作監修：津司大三
- 日本語版制作：DISNEY CHARACTER VOICES INTERNATIONAL, INC.

## 主な挿入曲
- 「ワイルドでいこう!」（ステッペンウルフ）
- 「ワン」（スリー・ドッグ・ナイト）
- 「インセンス・アンド・ペパーミント」（ストロベリー・アラーム・クロック）
- 「紫のけむり」（ジミ・ヘンドリックス・エクスペリエンス）
- 「ノー・ノー・ノー」（ザ・ヒューマン・ベインズ）
- 「輝く星座/レット・ザ・サンシャイン・イン」（フィフス・ディメンション）
- 「グリーン・タンバリン」（ロバート・グーレ）